# Verbi protoindoeuropei
I verbi proto-indo-europei avevano un sistema complesso, con i verbi classificati in base al loro aspetto: stativo, imperfettivo o perfettivo. Il sistema usava molteplici modi verbali e diatesi, in cui i verbi erano coniugati in base a persona, numero e tempo.
Il sistema di aggiunta di affissi alla forma base di un verbo (la sua radice) consentiva modifiche che potevano formare nomi, verbi o aggettivi. Il sistema verbale è chiaramente rappresentato in greco antico e sanscrito vedico, che corrispondono da vicino in quasi tutti gli aspetti dei loro sistemi verbali e sono due delle lingue maggiormente note tra le lingue indoeuropee più antiche, più vicine di altre alla proto-lingua ricostruita.
Oltre all'aggiunta di affissi, la modalità caratteristica della variabilità morfologica con cui il verbo poteva essere articolato nel proto-indoeuropeo ricostruito è l'apofonia, un modello di variazione vocalica i cui riflessi sono ancora visibili in molti verbi di lingue moderne, come quelle della famiglia germanica. Ad esempio, la vocale radicale del verbo inglese (una lingua germanica) begin (cominciare) varia nel corso della coniugazione del verbo, il cui paradigma è begin, began, begun.

## Panoramica
Il sistema qui descritto è noto come il sistema "Cowgill – Rix" e, in senso stretto, si applica solo a ciò che Don Ringe definisce "indoeuropeo occidentale" (IE occidentale), vale a dire IE escluso il tocarico e soprattutto l'anatolico. Il sistema in realtà descrive abbastanza bene il tocarico, ma incontra notevoli difficoltà quando applicato alla  lingua ittita e alle altre lingue anatoliche.
In particolare, nonostante il fatto che le lingue anatoliche siano le prime lingue IE attestate, gran parte della complessità del sistema Cowgill-Rix è assente da esse. Inoltre, contrariamente alla situazione con altre lingue con sistemi verbali relativamente semplici, come il germanico, ci sono poche o nessuna prova che siano mai esistite le forme "mancanti". In più, molte delle forme esistenti hanno un significato molto diverso da altrove. Ad esempio, la coniugazione perfetta / stativa PIE si presenta semplicemente come una coniugazione al presente nota come presente-ḫI’’, senza un chiaro significato; d'altra parte, il presente-nu PIE, che in altre lingue è un suffisso del verbo primario senza un significato chiaro, è in ittita un suffisso del verbo secondario produttivo che forma verbi causativi (che esprimono un'azione non compiuta dal soggetto ma fatta compiere ad altri, come “fugare ogni dubbio”, dove fugare sta per far fuggire).
D'altra parte, il germanico, tra gli altri, ha una classe di verbi attuali derivati da verbi PIE perfetti/stativi, e sia le antiche lingue germaniche che quelle balto-slave hanno una classe di verbi secondari in n- con un significato chiaro, derivato originariamente dai verbi in nu- e/o neH-, quindi è possibile che molte delle differenze anatoliche siano delle innovazioni.
È generalmente accettato che le lingue anatoliche si siano discostate dalle altre lingue IE in un periodo di poco precedente il momento cui si riferisce il sistema Cowgill-Rix; tuttavia, non vi è consenso circa l'aspetto del sistema ereditato e su quali delle differenze anatoliche siano innovazioni e quali siano arcaismi.
In generale, il tradizionale sistema Cowgill–Rix ricostruisce le seguenti categorie per il proto-indo-europeo (escluse le lingue ittite e altre lingue anatoliche):
- Persona: 1ª, 2ª, 3ª
- Numero: singolare, duale, plurale
- Diatesi: attivo, medio (o "medio passivo")
- Modo: indicativo, congiuntivo, optativo, imperativo, forse anche ingiuntivo (usato per affermazioni "gnomiche" che esprimono verità generali o fatti immutabili)
- Aspetto: imperfettivo ("presente"), perfetto ("aoristo"), stativo ("perfetto")
- Tempo: presente, passato ("imperfetto")

Alcune di queste categorie (ad esempio il duale) hanno teso a ritirarsi nel tempo, mentre alcune lingue innovavano con nuove categorie (ad esempio il futuro).

## Morfologia di base
La morfologia del verbo assomigliava, per molti aspetti, a quella dei nominali. Il verbo è formato aggiungendo un suffisso (S) su una radice (R) per formare un tema. La parola quindi viene flessa aggiungendo una desinenza (E) al tema.
{\displaystyle \underbrace {\underbrace {\mathrm {radicedeltema+affissoflessivo(+vocaletematica)} } _{\mathrm {tema} }+\mathrm {desinenza} } _{\mathrm {parola} }}
Una chiara differenza con i nominali è che erano molto comuni i verbi derivati direttamente dalle radici, senza suffisso (o con solo una vocale tematica). Tali verbi esprimevano il significato verbale di base della radice lessicale. Sono stati individuati vari suffissi per derivare nuovi verbi, sia mediante l'apposizione alla radice, sia mediante l'apposizione a un tema verbale o nominale esistente.

### Verbi tematici e atematici
Di base i verbi si distribuiscono tra coniugazioni tematiche e atematiche.
- I verbi tematici erano caratterizzati da una vocale (la "vocale tematica") che compariva alla fine del tema, prima della desinenza personale. Alcuni dei finali differivano a seconda che questa vocale fosse presente o assente, ma in generale i finali erano gli stessi per entrambi i tipi. La vocale tematica era o e o o, secondo una distribuzione prevedibile: e appariva prima di una consonante coronale oppure in finale di parola (nell'imperativo singolare di seconda persona), negli altri casi si trovava o.

- I verbi atematici sembrano essere più vecchi e presentano  apofonia all'interno del paradigma. Nelle lingue discendenti, i verbi atematici erano spesso estesi con una vocale tematica, probabilmente a causa delle complicazioni risultanti dai cluster di consonanti formati quando le desinenze inizianti per consonante venivano aggiunte direttamente sul tema che spesso terminava per consonante.

Di conseguenza, i verbi atematici divennero una classe di reliquie non produttiva nelle successive lingue indoeuropee. In gruppi come quelli germanico e italico, i verbi atematici si erano quasi completamente estinti al tempo dei documenti scritti, mentre il sanscrito e il greco antico li conservano più chiaramente.

## Desinenze ipotizzate
Esistevano almeno le seguenti serie di desinenze:
- Terminazioni primarie ("presenti") utilizzate per:
  - Tempo presente del modo indicativo dei verbi imperfettivi.
  - Modo congiuntivo
- Terminazioni secondarie ("passato" o "senza tempo") utilizzate per:
  - Tempo passato del modo indicativo dei verbi imperfettivi.
  - Modo indicativo di verbi perfettivi.
  - Modo ottativo.
- Terminazioni stative utilizzate per
  - Modo indicativo dei verbi stativi.
- Terminazione imperativi utilizzati per
  - Modo imperativo di tutti i verbi.

Si noti che, da una prospettiva diacronica, le terminazioni secondarie erano in realtà quelle più elementari, mentre le terminazioni primarie erano formate da loro aggiungendo un suffisso, originariamente -i  nella diatesi attiva e -r diatesi media.
Le sottofamiglie geograficamente più centrali dell'Indo-Europeo hanno innovato sostituendo la -r del medio con la -i dell'attivo.
La letteratura tradizionale afferma che la desinenza primaria singolare in prima persona è l'unica forma in cui i verbi atematici usano una desinenza diversa dai verbi tematici. Anche gli scritti più recenti di Template:Harvcoltxt, Template:Harvcoltxt e Template:Harvcoltxt sono simili, specificando con le proto-forme modernizzate che usano la notazione laringale.
Sihler, tuttavia, osserva che molte delle lingue più arcaiche hanno forme singolari in terza persona che mancano di una t e propone una desinenza tematica alternativa senza t accanto alla desinenza standard. Il  greco e il balto-slavo hanno forme senza t in attivi tematici, mentre il vedico e  ittita questa desinenza nelle forme medie atematiche.
Template:Harvcoltxt usa la forma senza t come punto di partenza per un ripensamento radicale dei finali tematici, basato principalmente sul greco e sul  lituano. Questa proposta rimane comunque controversa.

### Desinenze attive verbi dinamici
|            |          | Sihler (1995)          | Beekes (1995)          | Fortson (2004)         | Ringe (2006)           |
| Primarie   | Primarie | Primarie               | Primarie               | Primarie               | Primarie               |
| ---------- | -------- | ---------------------- | ---------------------- | ---------------------- | ---------------------- |
| Singolare  | 1ª       | *-mi, *-oh₂            | *-mi, *-oH             | *-mi, *-oh₂            | *-mi, *-oh₂            |
| Singolare  | 2ª       | *-si                   | *-si, *-eh₁i           | *-si                   | *-si                   |
| Singolare  | 3ª       | *-ti, *-i              | *-ti, *-e              | *-ti                   | *-ti                   |
| Duale      | 1st      | *-wos                  | *-wes                  | *-we-                  | *-wos                  |
| Duale      | 2ª       | *-th₁es                | *-tHes/*-tHos          | *-to-                  | *-tes                  |
| Duale      | 3ª       | *-tes                  | *-tes                  | *-to-                  | *-tes                  |
| Plurale    | 1ª       | *-mos                  | *-mes, *-omom          | *-me-                  | *-mos                  |
| Plurale    | 2ª       | *-te                   | *-th₁e                 | *-te(-)                | *-te                   |
| Plurale    | 3ª       | *-nti                  | *-nti, *-o             | *-nti                  | *-nti                  |
| Secondarie |          |                        |                        |                        |                        |
| Singolare  | 1ª       | *-m                    | *-m                    | *-m                    | *-m                    |
| Singolare  | 2ª       | *-s                    | *-s                    | *-s                    | *-s                    |
| Singolare  | 3ª       | *-t                    | *-t                    | *-t                    | *-t                    |
| Duale      | 1ª       | *-we                   | *-we                   | *-we-                  | *-we                   |
| Duale      | 2ª       | *-tom                  | *-tom                  | *-to-                  | *-tom                  |
| Duale      | 3ª       | *-tām                  | *-teh₂m                | *-teh₂-                | *-tām                  |
| Plurale    | 1ª       | *-me                   | *-mo/e                 | *-me-                  | *-me                   |
| Plurale    | 2ª       | *-te                   | *-te                   | *-te(-)                | *-te                   |
| Plurale    | 3ª       | *-nt, *-(ē)r           | *-nt                   | *-nt                   | *-nt                   |
| Imperativo |          |                        |                        |                        |                        |
| Singolare  | 1ª       | —                      | —                      | —                      | —                      |
| Singolare  | 2ª       | *-∅, *-dʰi             | *-∅, *-dʰi, *-tōd      | *-∅, *-dʰi             | *-∅, *-dʰi, *-tōd      |
| Singolare  | 3ª       | *-(t)u                 | *-tu, *-tōd            | *-tu, *-tōd            | *-tu (*-tow?), *-tōd   |
| Duale      | 1ª       | —                      | —                      | —                      | —                      |
| Duale      | 2ª       | ?                      | ?                      | ?                      | *-tom                  |
| Duale      | 3ª       | ?                      | ?                      | ?                      | *-tām                  |
| Plurale    | 1ª       | —                      | —                      | —                      | —                      |
| Plurale    | 2ª       | *-te                   | *-te, *-tōd            | *-te                   | *-te                   |
| Plurale    | 3ª       | *-ntu                  | *-ntu                  | *-ntu, *-ntōd          | *-ntu (*-ntow?)        |
| Participio |          |                        |                        |                        |                        |
|            |          | *-ont- ~ *-nt-, *-ont- | *-ent- ~ *-nt-, *-ont- | *-ent- ~ *-nt-, *-ont- | *-ont- ~ *-nt-, *-ont- |

Una seconda coniugazione è stata proposta nella teoria della coniugazione h₂e- di Jay Jasanoff. Svensson (2001) suggerisce *  - h₂éy  per le desinenze di seconda e terza persona del duale stativo, sulla base delle prove fornite dall'indo-iraniano, tocarico e gallico.

## Aspetto del verbo
I verbi proto-indo-europei appartenevano a una delle tre classi di aspetto:
- verbi stativi che rappresentavano uno stato dell'essere.
- verbi dinamici esprimenti eventi. Questi potrebbero essere ulteriormente suddivisi tra:
  - verbi perfettivi raffiguranti azioni viste come puntuali, cioè un intero processo, senza attenzione ai dettagli interni, completato nel suo insieme o non completato affatto. Non è viene necessariamente svolta alcuna distinzione nel tempo.
  - verbi imperfettivi raffiguranti un'azione durativa, in corso o ripetuta, con attenzione ai dettagli interni. Ciò include il tempo in cui si parla; terminazioni separate sono state utilizzate per eventi presenti o futuri in contrasto con eventi passati.

La terminologia intorno agli aspetti statici, perfettivi e imperfettivi può essere fonte di confusione. L'uso di questi termini in questa sede si basa sui significati ricostruiti delle forme corrispondenti in PIE e sui termini ampiamente utilizzati in linguistica per riferirsi ad aspetti verbali con questi significati.
Nella terminologia PIE tradizionale, le forme qui descritte come stative, perfettive e imperfettive sono più conosciute come i sistemi  perfetto ,  aoristo  e  presente :
- stativo =  perfetto
- perfettivo =  aoristo
- imperfettivo =  presente

Il sistema presente/imperfettivo a sua volta può essere coniugato in due tempi, qui descritti come presente e passato ma tradizionalmente noti come presente e imperfetto. I termini tradizionali si basano sui nomi delle forme corrispondenti in greco antico (applicato anche al sanscrito) e sono ancora comunemente riscontrati. Inoltre, esiste una forma separata del verbo secondario comunemente nota come "stativo" e contrassegnata da un suffisso * -eh₁-, che non ha alcun legame con il perfetto/stativo qui descritto.
La tabella seguente mostra i due sistemi di terminologia.
| Processo            | Aspetto                | Aspetto (termine tradizionale) | Tempo                   | Tempo (termine tradizionale) |
| ------------------- | ---------------------- | ------------------------------ | ----------------------- | ---------------------------- |
| stativo             | stativo                | perfetto                       | (non marcato)           | tempo perfetto               |
| eventivo (dinamico) | perfettivo, puntuale   | aoristo                        | (non marcato)           | tempo aoristo                |
| eventivo (dinamico) | imperfettivo, durativo | presente                       | presente                | tempo presente               |
| eventivo (dinamico) | imperfettivo, durativo | presente                       | passato o "senza tempo" | tempo imperfetto             |

### Verbi eventivi (dinamici)
Le classi aspetto perfettivo ("aoristo") e imperfettivo ("presente") sono insieme conosciute come dinamiche o eventive, o verbi che descrivono gli eventi, per distinguerli dagli stativoi (verbi che descrivono uno stato dell'essere). Entrambi condividevano la stessa coniugazione, con alcune piccole differenze. La differenza principale era che i verbi imperfettivi consentivano l'uso di speciali finali (primari) presenti, mentre i verbi perfettivi consentivano solo i finali di default (secondari).
Il tempo presente utilizzava le desinenze primarie ed era usato specificamente per riferirsi agli eventi presenti, sebbene potesse anche riferirsi a quelli futuri. Il passato si riferiva agli eventi passati e utilizzava i finali secondari. I verbi perfettivi usavano sempre i finali secondari, ma non avevano necessariamente un volare di tempo passato. I finali secondari erano, a rigor di termini, senza tempo, anche nei verbi imperfettivi. Ciò significava che le terminazioni passate potevano anche essere usate con un significato attuale, se fosse evidente dal contesto in qualche modo. Questo uso si verificava ancora nel sanscrito vedico, dove in una sequenza di verbi solo il primo poteva essere contrassegnato per il tempo presente (con finali primari), mentre il resto non era contrassegnato (finali secondari). Nel caso in cui i verbi fossero congiuntivi o ottativi, anche i marcatori del modo potrebbero essere presenti solo sul primo verbo, con il modo degli altri non contrassegnato (cioè all'indicativo).
Nell'antico greco, armeno e indo-iraniano, le terminazioni secondarie arrivarono ad essere accompagnate da una particella prefissata nota come   aumento , ricostruita come * e- o  * h₁e- . La funzione dell'aumento non è chiara, ma non era una parte fissa dell'inflessione come nelle lingue successive. In greco omerico e sanscrito vedico, molti verbi imperfetti (passato imperfettivo) e aoristo sono ancora privi di aumento; il suo uso divenne obbligatorio solo in seguito in greco e sanscrito.
Morfologicamente, l'indicatore dei verbi perfettivi era indistinguibile dal passato indicativo dei verbi imperfettivi, ed è probabile che nelle prime fasi del PIE, questi fossero la stessa formazione verbale. Ad un certo punto della storia del PIE, il presente è stato creato sviluppando le terminazioni primarie dalle terminazioni secondarie. Non tutti i verbi si sono arricchiti di queste nuove desinenze; per ragioni semantiche, alcuni verbi non hanno mai avuto un tempo presente. Questi verbi erano i verbi perfettivi, mentre quelli che avevano ricevuto un tempo presente erano imperfettivi.

### Verbi stativi (statici)
I verbi stativi indicavano uno stato attuale dell'essere piuttosto che eventi. Erano tradizionalmente noti come "perfetti”, un nome assegnato in base al tempo latino prima che la natura stativa della forma proto-indo-europea (PIE) fosse pienamente nota. Mentre il latino fondeva il concetto di aspetto statico con il tempo, in protoindoeuropeo non c'era associazione con alcun tempo particolare.
L'aspetto stativo è stato segnato formalmente con i suoi finali personali, che differivano dagli eventi da una radice al singolare in grado  o , ma altrove in grado zero, e tipicamente da raddoppiamento.
Come i verbi perfettivi, i verbi stativi erano senza tempo verbale e descrivevano uno stato senza riferimento al tempo. Ciò non significava che i verbi statici si riferissero a stati permanenti (come in "ser" spagnolo rispetto a "estar" temporaneo), ma piuttosto che non c'era modo di esprimere, all'interno della morfologia verbale, se lo stato fosse applicabile al momento presente, al passato o al futuro. Queste sfumature erano, presumibilmente, espresse usando avverbi.
In molte lingue derivate, lo stativo ha assunto un significato che implicava un'azione precedente che aveva causato lo stato attuale, un significato che ha portato al perfetto greco. Alla fine, spostando l'enfasi sull'azione incoativa, un'azione appena iniziata o uno stato che era appena iniziato prima dello stato risultante, lo stativo si è generalmente sviluppato in un passato (come in germanico, latino e, successivamente, greco). Il senso originale  presente  dello stativo IE è visto nei verbi al presente preterito germanici come il gotico  wait  "I know" (<PIE * woidh₂e), in origine "Sono in uno stato derivante dall'aver visto / trovato"; cfr. latino  vidēre  "per vedere", sanscrito vinátti "trova", con affini esatti in sanscrito véda, il greco antico οἶδα (oîda) e lo slavo ciò ecclesiastico vědě, che mantengono il loro significato essenzialmente presente "lo so".

## Altre categorie verbali

### Diatesi
In origine i verbi avevano due diatesi:  attiva e  mediopassiva. In alcune lingue figlie (ad esempio il sanscrito) questo è stato integrato con una diatesi passiva; in altre (ad es., il latino) il medio-passivo si è evoluto per avere un significato passivo per le radici che sono state usate anche nella diatesi attiva, ma ha mantenuto il suo carattere medio-passivo per i cosiddetti verbi deponenti.

### Modo
I modi verbali del PIE includevano indicativo, imperativo, congiuntivo, optativo e forse ingiuntivo.

#### Indicativo
Il modo indicativo era l'umore predefinito e, insieme all'imperativo, il più antico. È stato usato per semplici dichiarazioni di fatto.
- verbi imperfettivi. Il modo indicativo era l'unico modo ad avere la distinzione dei tempi nei verbi imperfettivi, tutti gli altri modi erano senza tempo.
  - il tempo presente utilizzava le terminazioni primarie.
  - il tempo passato utilizzava le terminazioni secondarie.
- verbi perfettivi
  - la coniugazione dei verbi perfettivi utilizzava terminazioni secondarie.
- verbi stativi
  - usavano il loro proprio set di terminazioni completamente diverse dagli altri nel modo indicativo.

#### Imperativo
Il modo imperativo veniva usato per i comandi diretti ad altre persone e quindi si coniugava solo in seconda e terza persona. Presentava il proprio set di terminazioni imperative particolari.

#### Congiuntivo
Il modo congiuntivo era impiegato per descrivere eventi completamente ipotetici. A volte veniva anche usato per eventi futuri, che sono per definizione ipotetici piuttosto che reali.
Il congiuntivo era formato aggiungendo la vocale tematica al tema, insieme alle terminazioni primarie, con il tema nel grado  e- . Il congiuntivo dei verbi atematici era quindi tematico e morfologicamente indistinguibile da un indicativo tematico. Per i verbi che erano già tematici, una seconda vocale tematica è stata aggiunta dopo la prima, creando una vocale tematica lunga.

#### Ottativo
Il  modo ottativo era usato per desideri o speranze, come l'italiano "ho fame, mangerei qualcosa". È stato formato con un suffisso apofonico atematico  -yéh₁-  ~  -ih₁-  attaccato al grado zero del tema.
Nel sanscrito vedico, molto raramente si trovavano optativi con desinenze sul tema caratterizzati (derivazioni primarie e secondarie), quasi sempre sono invece con coniugazioni della radice lessicale nuda. Questo ha portato Sihler (va. Bibliografia) a suggerire che l'optativo non fosse in realtà un "modo" nel PIE, piuttosto un "verbo" separato, e quindi limitato all'essere derivato direttamente dalle sole radici, non dai verbi già derivati. Inoltre, sembra che nello stesso PIE, i verbi stativi non abbiano avuto questo modo verbale; era limitato ai verbi eventivi. I primi testi indo-iraniani mancano per lo più di attestazioni di forme ottative.

#### Ingiuntivo
La posizione del modo ingiuntivo, di funzione oscura, è dibattuta. Prende la forma della radice nuda in grado  e- con desinenze secondarie, senza l'aumento con prefisso che era comune alle forme con terminazioni secondarie in queste lingue. L'ingiuntivo era quindi del tutto privo di caratterizzazioni del tempo. Questo fa sì che Fortson (tra gli altri) suggerisca che l'uso dell'ingiuntivo fosse per espressioni gnomiche (come in Omero) o in dichiarazioni altrimenti senza tempo (come nel vedico).